# Alexander Balus
Alexander Balus (HWV 65) ist ein Oratorium in drei Teilen von Georg Friedrich Händel.

## Entstehung
Laut seinen Datierungen im Autograph schrieb Händel die ersten beiden Akte von Alexander Balus vom 1. Juni bis 24. Juni 1747, den dritten bis 30. Juni. Die gesamte Partitur mit Instrumentierung war am 4. Juli abgeschlossen. Im gleichen Jahr schrieb er vom 19. Juli bis 19. August noch das Oratorium Joshua.
Die Uraufführung fand zwei Wochen nach der des Joshua statt, nämlich am 23. März 1748 im Covent Garden Theatre. Wie bei ähnlichen Gelegenheiten wurde als Zwischenaktmusik ein neues Konzert gegeben. Dabei handelt es sich wahrscheinlich um das kurz vorher komponierte Concerto a due cori in F-Dur, Nr. 2 (HWV 333).

## Libretto
Der Librettist des Werks war Reverend Thomas Morell, der für mehrere der späten Händeloratorien die Texte lieferte. Der Stoff der Handlung basiert auf dem apokryphen Ersten Buch Makkabäer (1 Makk 1–10). Thematisch steht er damit dem vorhergehenden Oratorium Judas Maccabaeus nahe: Jonathan in diesem Werk ist ein Bruder des Judas.

## Personen
Die Besetzung wurde bei der Uraufführung von folgenden Sängern gesungen:
- Alexander Balus: Caterina Galli (Alt)
- Cleopatra: Signora Casarini (Sopran)
- Aspasia: Signora Sibilla (Sopran)
- Jonathan: Thomas Lowe (Tenor)
- Ptolomee: Henry Theodore Reinhold (Bass)